# ديميتري بيلـؤوسوف
ديميتري بيلـؤوسوف هو لاعب كرة قدم روسي في مركز حراسة المرمى، ولد في 21 أبريل 1980 في سانت بطرسبرغ في روسيا. لعب مع روتور فولغوغراد.

## وصلات خارجية
- ديميتري بيلـؤوسوف على موقع Soccerway.com (الإنجليزية)